# Resljeva cesta, Ljubljana
Resljeva cesta je ena izmed bolj prometnih cest v Ljubljani, poimenovana po Josefu Resslu.

## Zgodovina
Cesta je bila ustanovljena leta 1882, ko so podrli hišo pred Resljevim trgom in Zmajskim mostom ter na tem mestu zgradili cesto proti Železniški postaji Ljubljana; istočasno pa so preimenovali še dotedanjo Fabriško ulico.

## Urbanizem
Cesta je urbanistično razdeljena na šest delov:
- od križišča z Zmajskim mostom in s Petkovškovim nabrežjem do križišča s Trubarjevo cesto,
- od križišča s Trubarjevo cesto do križišča s Komenskega ulico,
- od križišča s Komenskega ulico do križišča s Čufarjevo ulico,
- od križišča s Čufarjevo ulico do križišča s Slomškovo ulico,
- od križišča s Slomškovo ulico do skorajšnjega stika s Kotnikovo ulico in
- od skorajšnjega stika s Kotnikovo ulico do križišča s Trgom OF in z Masarykovo cesto.

Ob vhodu na Zmajski most »pretrga« današnje Petkovškovo nabrežje Resljeva cesta, cesta, ki do leta 1882 ni imela stika z njim. Pot je zapirala stavba, v kateri je bila gostilna Pri Irgelcu, pred njo pa je bil manjši Resljev trg. Na začetku osemdesetih let 19. stoletja so gostilno podrli in začeli graditi cesto, poimenovano po Čehu Josefu Resslu (1793-1857), gozdarju in izumitelju ladijskega vijaka. Pokopan je na ljubljanskem Navju. Cesto so odprli 1883 in je povezovala tržni del mesta z železniško postajo. Ob spodnjem delu - to je dobro vidno na razglednici - je delovala ena izmed šestih ljubljanskih lekarn, Levstikova Apotheke zu Mariahilf, v ozadju pa se vidi mogočna stavba nekdanjega Učiteljišča (danes Gimnazija Ledina). Včasih mirna ulica z drevjem ob njej in mestnimi vilami z vrtovi na obeh straneh je danes izrazito prometna cesta, z odprtjem predora pod Gradom (1959) pa je postala celo poglavitna cestna povezava med železniško postajo s Poljanami in južnim delom Ljubljane onkraj Ljubljanskega gradu.

## Javni potniški promet
Na delu ceste potekajo trase mestnih avtobusnih linij št. 13, 20 in 20Z.

### Postajališče MPP
smer sever - jug
| postajališče        | št. linije  |
| ------------------- | ----------- |
| 501022 Zmajski most | 13, 20, 20Z |